# Docynia longiunguis
Docynia longiunguis är en rosväxtart som beskrevs av Q.Luo och J.L.Liu. Docynia longiunguis ingår i släktet Docynia och familjen rosväxter. Inga underarter finns listade i Catalogue of Life.